# Pierre-Jean Peltier
Pour les articles homonymes, voir Peltier.
Pierre-Jean Peltier, né le 20 mai 1984 à Pont-à-Mousson, est un rameur français pratiquant l'aviron. Sélectionné pour les Jeux olympiques d'été de 2008 à Pékin, il y a remporté la médaille de bronze du quatre de couple avec ses coéquipiers Julien Bahain, Jonathan Coeffic et Cédric Berrest.
Il est le fils du rameur Jean-Raymond Peltier.

## Palmarès

### Jeux olympiques
- Médaille de bronze en quatre de couple aux Jeux olympiques d'été de 2008 à Pékin.

### Championnats d'Europe d'aviron
- médaille d'or en huit aux Championnats d'Europe d'aviron 2008 à Marathon
- médaille de bronze en huit aux Championnats d'Europe d'aviron 2009 à Brest